# Binacua
Binacua ist ein nordspanischer Ort mit circa 30 Einwohnern im Pyrenäenvorland in der Provinz Huesca der Autonomen Gemeinschaft Aragonien.

## Lage
Binacua ist ein nordwestlich gelegener Ortsteil der Gemeinde Santa Cruz de la Serós. Das Dorf liegt auf circa 760 m Höhe.

## Geschichte
Der Ort wurde im Jahr 992 erstmals urkundlich erwähnt; alte Ortsnamen lauteten Binaqua, Uinaqua, Vinaqua und Vinaque.

## Sehenswürdigkeiten
Die aus Bruch- und Feldsteinen erbaute und mit Natursteinplatten (spanisch pizarras) gedeckte romanische Pfarrkirche Los Santos Ángeles Custodios ist – ein Patrozinium, das ansonsten nur noch im spanischen Kolonialreich anzutreffen ist – den Schutzengeln geweiht und stammt aus dem 12. Jahrhundert. Das durch einen Vorraum geschützte Portaltympanon zeigt einen für eine Landkirche ungewöhnlichen ornamentalen Reichtum. Im Inneren beeindrucken die Natursteinsichtigkeit, ein romanischer Taufstein (pila bautismal), mehrere Tierkapitelle und eine archaisch wirkende Figur eines Drachentöters.